# Südamerikanischer Vielstachler
Der Südamerikanische Vielstachler (Polycentrus schomburgkii) ist ein kleiner Raubfisch aus dem Norden Südamerikas und eine von zwei Arten der Gattung Polycentrus.

## Beschreibung
Männliche Tiere erreichen eine Länge von 6 cm, die Weibchen sind dabei etwas kleiner und heller. Dieser dämmerungsaktive Fisch ist durch seine braune Färbung an totes Laub angepasst, an das er sich durch einen gewissen Farbwechsel noch besser angleicht. Diese Mimikry wird auch zum Nahrungserwerb benutzt (Stoßräuber; Saugschnappen). 
 Mit der stark optischen Orientierung stimmt überein, dass Polycentrus kein Seitenlinienorgan hat – die Neuromasten dieses Sinnesorgans sind aber als Gruben-Linien (pit lines) am Rande jeder Schuppe angeordnet.
Die Flossenformel lautet:
Dorsale: XVI–XVIII/8–9, Anale XII/6–8, Ventrale I/5

## Verbreitung & Lebensraum
Das Verbreitungsgebiet des Südamerikanischen Vielstachlers erstreckt sich von Venezuela über Guayana bis zum brasilianischen Bundesstaat Amapá. Auch auf der karibischen Insel Trinidad ist diese Art verbreitet. Der Lebensraum besteht aus kleinen, zum Teil brackigen, vegetationsreichen Gewässern.

## Lebensweise
Seine Nahrung besteht aus kleineren Fischen, Insekten und Würmern. Seine optische Orientierung auf Bewegtes macht die Ernährung im Aquarium schwierig. 
Außer in der Laichzeit sind die Fische unverträglich. Während dieser Zeit bewacht das Männchen allerdings aber dann das bzw. die Gelege, die sich an der Unterseite von Schwimmpflanzen befinden; manche der Gelege sind Schaumnester.

## Systematik
Das Artepitheton schomburgkii ist als nomen conservandum festgelegt, obwohl bereits Carl von Linné 1768 wahrscheinlich diese Art, unter dem Namen punctatus, erwähnt hat.
Die Abgrenzung der Polycentridae von den südasiatischen Nandidae ist ungeklärt – die Ähnlichkeiten könnten auf bloßer Konvergenz beruhen. Insbesondere ist die Stellung von Afronandus sheljuzhkoi unsicher.